# Dion chante Plamondon
Albums de Céline Dion
Unison
(1990) Celine Dion
(1992)
Singles
1. Des mots qui sonnent
Sortie : novembre 1991
2. L'amour existe encore
Sortie : novembre 1991
3. Je danse dans ma tête
Sortie : mars 1992
4. Quelqu'un que j'aime, quelqu'un qui m'aime
Sortie : août 1992
5. Un garçon pas comme les autres (Ziggy)
Sortie : 28 juin 1993

Dion chante Plamondon, ou  Des mots qui sonnent en France, est le onzième album de Céline Dion, sorti le 4 novembre 1991.

## Genèse
Après son premier album anglophone, Céline Dion revient à la chanson francophone, comme pour se rappeler à son public de ses débuts, avec cet album où elle interprète les compositions de Luc Plamondon, dont 4 chansons de Starmania (Le monde est stone, Un garçon pas comme les autres (Ziggy) (toutes les deux chantées par Fabienne Thibeault), Le Blues du businessman (chanté par Claude Dubois) et Les uns contre les autres (chanté en duo par Fabienne Thibeault et Claude Dubois) et quatre chansons inédites: Des mots qui sonnent, Je danse dans ma tête, Quelqu'un que j'aime, quelqu'un qui m'aime et L'amour existe encore. Les autres reprises sont Le fils de Superman de Martine St-Clair, Oxygène et J'ai besoin d'un chum de Diane Dufresne et Piaf chanterait du rock de Marie Carmen.
L'idée en revient à Vito Luprano après avoir assisté à la Tournée Incognito où la chanteuse interprétait un medley de l'opéra-rock Starmania. L'opération est un défi car Céline Dion doit reprendre des chansons popularisées par d'autres interprètes et en proposer de nouvelles interprétations.

## Sortie
L'album sort en novembre 1991 au Canada. Le disque est certifié disque d'or le jour de sa sortie au Québec. Les deux premiers singles sortent la même journée. Des mots qui sonnent atteint le top 10, L'amour existe encore la 16e position du palmarès adultes contemporain au Québec.
En février 1992 sort le troisième extrait intitulé Je danse dans ma tête qui atteint la 3e place au Québec. Le vidéoclip remporte un prix aux Much Music Video Awards. En juillet 1992, sort le single Quelqu'un que j'aime, quelqu'un qui m'aime qui se maintient à la 1re place pendant 7 semaines au Québec. En juin 1993 sort le dernier extrait, Un garçon pas comme les autres (Ziggy).
L'album atteint la 57e place au Canada et est certifié double disque de platine pour 200 000 exemplaires vendus.
L'album est lancé en France  sous le titre Des mots qui sonnent. Le premier single est Je danse dans ma tête qui fait un flop et n'entre pas dans les palmarès. L'album sort le 29 avril 1992, suivi trois jours plus tard du second album de la chanteuse en anglais, Celine Dion, l'obligeant à mener de front deux campagnes de promotion durant plusieurs mois.
Le succès français survient lorsque sort en juin 1993 le deuxième extrait Un garçon pas comme les autres qui se classe en 2e position du Top 50 pendant 7 semaines. Grâce à cette chanson, l'album entre en 47e position et se maintiendra en 4e position pendant 3 semaines. En janvier 1994 sort un dernier extrait, L'amour existe encore, qui atteint la 31e place du Top 50. L'album est certifié double disque de platine pour 600 000 exemplaires vendus.
L'album est lancé dans le reste du monde en 1994. Il s'est vendu depuis sa sortie à plus de 2 millions d'exemplaires dans le monde.

## Liste des titres
| No  | Titre                                      | Auteur                                | Durée |
| --- | ------------------------------------------ | ------------------------------------- | ----- |
| 1.  | Des mots qui sonnent                       | Luc Plamondon, Aldo Nova, Marty Simon | 3:56  |
| 2.  | Le monde est stone                         | Plamondon, Michel Berger              | 3:40  |
| 3.  | J'ai besoin d'un chum                      | Plamondon, François Cousineau         | 4:04  |
| 4.  | Le Fils de Superman                        | Plamondon, Germain Gauthier           | 4:35  |
| 5.  | Je danse dans ma tête                      | Plamondon, Romano Musumarra           | 4:14  |
| 6.  | Le Blues du businessman                    | Plamondon, Berger                     | 4:30  |
| 7.  | Piaf chanterait du rock                    | Plamondon, Gauthier                   | 3:23  |
| 8.  | Un garçon pas comme les autres (Ziggy)     | Plamondon, Berger                     | 2:58  |
| 9.  | Quelqu'un que j'aime, quelqu'un qui m'aime | Plamondon, Erown                      | 3:40  |
| 10. | Les uns contre les autres                  | Plamondon, Berger                     | 3:10  |
| 11. | Oxygène                                    | Plamondon, Gauthier                   | 6:00  |
| 12. | L'amour existe encore                      | Plamondon, Richard Cocciante          | 3:50  |

## Distribution
| Pays       | Date             | Label                  | Format               | Catalogue |
| ---------- | ---------------- | ---------------------- | -------------------- | --------- |
| Canada     | 4 novembre 1991  | Sony Music, Columbia   | CD, disque, cassette | 80168     |
| France     | 29 avril 1992    | Sony Music, Columbia   | CD, disque, cassette | 4713442   |
| Australie  | 25 janvier 1993  | Sony Music, Epic       | CD, disque, cassette | 4772152   |
| États-Unis | 31 mai 1994      | Epic                   | CD, disque, cassette | 64363     |
| Japon      | 11 novembre 1994 | Sony Music Japan, Epic | CD, disque, cassette | ESCA-6101 |

## Classement
| Pays              | Meilleure position | Certification | Vente   |
| ----------------- | ------------------ | ------------- | ------- |
| Belgique Wallonie | 17                 |               | 300 000 |
| Canada            | 57                 | 2 × Platine   | 250 000 |
| France            | 4                  | 2 × Platine   | 610 000 |
| États-Unis        |                    |               | 115 000 |

## Récompenses
| Année | Gala                   | Récompense                                                                       |
| ----- | ---------------------- | -------------------------------------------------------------------------------- |
| 1992  | prix Juno              | Artiste féminine de l'année                                                      |
| 1992  | prix Félix             | Album de l'année - Meilleures ventes                                             |
| 1992  | prix Félix             | Artiste québécois s'étant le plus illustré dans une autre langue que le français |
| 1992  | MuchMusic Video Awards | Meilleur clip pour adultes – Je danse dans ma tête                               |
| 1993  | prix Juno              | Album francophone de l'année - Meilleures ventes                                 |